# Phare de Black Rock Harbor
Le phare de Black Rock Harbor est un phare du Connecticut, États-Unis, situé à la pointe sud de l'île Fayerweather, qui marque l'entrée de Black Rock Harbor (en).

## Histoire
Le premier phare de Black Rock Harbor, haut de 40 pieds (12,192 m), de forme octogonale, est construit en 1808. Il fut officiellement éteint en 1933.

### Chronologie historique
- 1808: La première tour est construite[1].
- 1811 & 1821: Le phare survit à des ouragans.
- 1823: Construction de la tour actuelle.
- 1824: La tour est renversée par un coup de vent.
- 1880: Construction du quartier des gardiens[2]
- 1932: Une tourelle moderne avancée est construite pour le remplacer, à 1/4 de mille au large du rivage de Fayerweather Island[2].
- 1933: Le phare est désactivé.
- 1977: Le quartier des gardiens est détruit dans un incendie[2].
- 1980: La Bridgeport Environmental Protection Agency et le Friends of Seaside Park restaurent le phare.
- 2000: Le feu est réactivé, mais non comme aide à la navigation[2].